# Правило подвійного зв'язку
Пра́вило подві́йного зв'язку́ — уявлення, що атоми з головним квантовим числом більшим за 2 (елементи третього періоду та нижче) не можуть утворювати стабільні кратні зв'язки з атомами того ж елементу, або атомами інших елементів. Було спростоване у 1981 році синтезом стабільних силенів (Si=C), дисиленів (Si=Si) та дифосфенів (P=P).